# 하나에스케이카드
하나에스케이카드주식회사(영어: HANASKCARD)는 하나금융그룹 계열의 카드회사였다. 2009년 11월 2일 하나은행 신용카드부문이 "하나카드"란 이름의 독립회사로 분사하였으나, 2010년 2월 19일 하나금융그룹과 SK텔레콤이 합작투자 회사란 점을 알리기 위해 이 이름으로 재출범하였다.

## 연혁
- 1992년 7월 하나은행에서 신용카드 발급 개시, 자체 비자카드 발급 시작.
- 1998년 10월 16일 충청은행과 합병하면서 비씨카드 업무 시작
- 2002년 12월 12일 서울은행과 합병하면서 서울은행 비씨카드를 계승
- 2009년 11월 2일 하나은행 신용카드부문을 분리하여 "하나카드"란 이름으로 독립회사를 출범
- 2010년 2월 19일 하나금융그룹과 SK텔레콤이 합작투자한 회사라는 점을 알리고 하나와 SK 브랜드가 가진 장점을 융합한 브랜드 이미지를 강화하고자 "하나SK카드"란 이름으로 다시 출범[1]
- 2010년 3월 26일 모바일카드인 "하나SK 터치세븐카드"를 출시하였다.[2]
- 2012년 3월 외환카드와 가맹점 통합[3]
- 2014년 11월 외환카드와 흡수합병

## SK텔레콤과의 지분 제휴
2009년 12월 14일 SK텔레콤 이사회에서 하나카드(주)의 지분 49%(57,647,058주)를 신주인수방식으로 4,000억원에 매입하기로 의결하였다. 이에 따라 SK텔레콤은 하나금융지주에 이어 하나카드의 2대 주주가 된다. 그러나 2014년 8월 11일 15%로 매각하였다.

## 가맹점 현황
하나SK카드는 자체 가맹점망을 보유하고 있긴 하나 그 수가 적어 한때 비씨카드와 가맹점망을 공유해 왔었는데, 2012년 5월 29일부터 가맹점 확보를 위해 외환은행과 통합하기 전까지 하나금융그룹의 자회사인 외환카드의 가맹점망을 공유하기로 했다.

## 취급카드
하나SK카드
- 국내전용 / 비자카드 / 마스터카드 / 마에스트로카드 / JCB카드 / 아메리칸 익스프레스 / 유니온페이

비씨카드
- 국내전용 / 비자카드 / 마스터카드 / 마에스트로카드 / JCB카드

## 발급기관
은행권과 증권사의 카드들은 제휴금융기관의 현금카드 탑재가 가능하다.
- 하나은행
- 외환은행
- NH농협은행, 농·축협[7]
- 국민은행
- 신한은행
- 우리은행
- 한국씨티은행
- 한국스탠다드차타드은행
- 중소기업은행
- 한국산업은행
- 수협중앙회
- 한국수출입은행
- 경남은행
- 광주은행
- 대구은행
- 부산은행
- 전북은행
- 제주은행
- 우체국
- HSBC
- HK저축은행
- 산림조합
- 신협
- 새마을금고
- 하나저축은행
- 하나대투증권
- SK증권

## 후불교통카드
- 대중교통

| 지하철/버스사용          | 사용가능지역 |
| 지하철 버스 사용지역     | 수도권(서울, 경기, 인천), 대전, 부산, 아산, 양산, 천안, 광주, 춘천, 대구, 경산                                                                         |
| 버스 전 사용지역         | 울산, 강원, 전북, 제주, 충북, 충남, 세종 |
| 경북 일부 버스 사용 지역 | 경주, 구미, 김천, 포항, 상주, 문경, 예천, 영주, 안동, 울진, 의성, 영천, 청도, 성주, 고령, 칠곡, 울릉 (봉화 2014년 하반기 예정)                         |
| 경남 일부 버스 사용 지역 | 밀양, 사천, 진주, 창원, 함안, 의령, 거제, 통영, 산청, 함양, 거창, 합천, 창녕, 고성, 남해, 하동 (김해 2014년 하반기 예정)                               |
| 전남 일부 버스 사용 지역 | 광양, 나주, 목포, 순천, 여수, 고흥, 담양, 무안, 보성, 신안, 영암, 장성, 함평, 해남, 화순, 장흥, 곡성, 영광, 강진, 구례 (완도, 진도 2014년 하반기 예정) |
| 경전철사용 지역          | 의정부, 김해~부산, 용인 |
| 시외 버스 사용 지역      | 경기, 충북, 제주, 경남 (강원, 충남, 전북, 전남, 경북 2014년 하반기 예정)                                                                               |

- 유료도로

| 사용지역 | 사용가능도로                         |
| 서울     | 남산터널(1,3호), 우면산터널          |
| 인천     | 만월산터널, 신공항하이웨이, 인천대교 |
| 대전     | 천변도시고속화도로                   |

## 같이 보기
- 하나은행
- 하나카드